# Discover Kansas
Discover Kansas es un EP de la banda estadounidense de rock progresivo Kansas y fue lanzado en 2007 por Sony BMG Music Entertainment.
Este EP se compone de cinco canciones, las cuales alcanzaron los primeros 40 lugares de la lista Billboard Hot 100. Discover Kansas forma parte de la colección Discover, sin embargo, ningún tema de este EP fue incluido en el compilatorio The Full Discover Package, el cual fue lanzado en el mismo año.

## Lista de canciones
| Side one |                            |                                        |          |  |
| N.º      | Título                     | Escritor(es)                           | Duración |  |
| 1.       | «Carry On Wayward Son»     | Kerry Livgren                          | 5:23     |  |
| 2.       | «Play the Game Tonight»    | Livgren / Phil Ehart                   | 3:28     |  |
| 3.       | «Point of Know Return»     | Steve Walsh / Robby Steinhardt / Ehart | 3:13     |  |
| 4.       | «Hold On»                  | Kerry Livgren                          | 3:53     |  |
| 5.       | «People of the South Wind» | Kerry Livgren                          | 3:41     |  |

## Créditos
- Steve Walsh — voz, coros  y teclados (excepto en el tema «Play the Game Tonight»)
- John Elefante — voz, coros y teclados (en el tema «Play the Game Tonight»)
- Kerry Livgren — guitarra y teclados
- Robby Steinhardt — voz, coros y violín
- Rich Williams — guitarra
- Dave Hope — bajo
- Phil Ehart — batería